# Chiloschista guangdongensis
Chiloschista guangdongensis är en orkidéart som beskrevs av Zhan Huo Tsi. Chiloschista guangdongensis ingår i släktet Chiloschista och familjen orkidéer. Inga underarter finns listade i Catalogue of Life.